# الجبهة البيلاروسية الثانية
الجبهة البيلاروسية الثانية هي جبهة سوفييتية شاركت في الحرب العالمية الثانية. تأسست الجبهة البيلاروسية الثانية في فبراير 1944 تحت قيادة بافل كوروتشيكين، بعد أن أجبر السوفييت الألمان على التراجع إلى روسيا البيضاء.
في 2 يناير 1944، دخلت الجبهة الحدود البولندية السابقة. وفي 26 يونيو 1944، استولت الجبهة على موجيليف خلال هجوم موجيليف. في 4 يوليو، كلفت الجبهة بالقضاء على بقايا الجيش الرابع الألماني والجيش التاسع الألماني من منطقة جنوب شرق مينسك. وفي 9 يوليو، توغلت الجبهة باتجاه الشمال الغربي إلى الشرق من ريغا لمحاصرة الجيوش الألمانية في الشمال، وفي 29 يوليو، وصل السوفييت إلى الساحل وبذلك حاصروا الجيوش الألمانية المتمركزة في استونيا وشرق لاتفيا.
في نوفمبر 1944، تم تعيين المشير قنسطنطين روكوسوفسكي قائدًا للجبهة البيلاروسية الثانية. وفي يناير 1945، كانت الجبهة جزءً من هجوم واسع من قبل أربع جبهات، حيث هاجمت الجبهة بروسيا الشرقية من خلال هجوم بروسيا الشرقية ثم بومرانيا من خلال هجوم شرق بومرانيا.
في 9 أبريل 1945، سقطت كالينينغراد في قبضة الجيش الأحمر، فصدرت الأوامر للجبهة بالتحرك غربًا نحو الضفة الشرقية لنهر الأودر. خلال الأسبوعين الأولين من إبريل، نفّذ السوفييت أكبر عملية تحركات للقوات في الحرب، بعد أن تحركت قوات الجبهة البيلاروسية الأولى التي كانت منتشرة على طول نهر الأودر من فرانكفورت جنوبًا إلى بحر البلطيق، لتتركز في منطقة "مرتفعات سيلو"، في حين تحركت قوات الجبهة البيلاروسية الثانية لتشغل مواقع الجبهة البيلاروسية الأولى شمال مرتفعات سيلو. أثناء تنفيذ تلك التحركات، ظهرت ثغرات بين خطوط الجبهتين، استغلتها بقايا الجيش الألماني الثاني للفرار وعبور نهر الأودر.
في الساعات الأولى من صباح 16 أبريل، بدأت معركة برلين لاحتلال برلين قبل وصول قوات الحلفاء الغربيين عبر نهر إلبه. بدأت العملية بالهجوم على مرتفعات سيلو بواسطة الجبهة البيلاروسية الأولى شمالاً بقيادة غيورغي جوكوف، والجبهة الأوكرانية الأولى جنوبًا بقيادة المارشال كونيف. في 20 أبريل، شاركت الجبهة البيلاروسية الثانية في الهجوم، واستطاعت بحلول نهاية الحرب احتلال شمال ألمانيا جنوب شتشيتسين حتى برلين. بعد الحرب، أصبحت الجبهة جزءً من القوات السوفيتية الشمالية التي تمركزت في بولندا.
تكونت الجبهة البيلاروسية الثانية من:
| - جيش الصدمة السوفييتي الثاني. - الجيش التاسع عشر. - الجيش التاسع والأربعون. - الجيش الخمسون. | - الجيش الخامس والستون. - الجيش السبعون. - الجيش الرابع الجوي. - جيش حرس الدبابات الخامس. |

## وصلات خارجية
- Antill, P., Battle for Berlin: April – May 1945